# Pteropavonia kotzschii
Pteropavonia kotzschii là một loài thực vật có hoa trong họ Cẩm quỳ. Loài này được (Hochst. ex Webb) Mattei miêu tả khoa học đầu tiên năm 1921.